# Godfrey Quigley
Godfrey John Quigley (* 4. Mai 1923 in Jerusalem; † 7. September 1994 in Dublin) war ein irischer Theater- und Film-Schauspieler sowie Theaterregisseur.

## Herkunft
Quigley war der Sohn des aus dem County Sligo stammenden Eugene Patrick Quigley und dessen US-amerikanisch-stämmiger Ehefrau Lillian Broderick. Das Paar hatte außerdem eine Tochter namens Mildred. Patrick Quigley diente im Ersten Weltkrieg in der Britischen Armee und war danach stellvertretender Leiter der Polizei Palästinas sowie zugleich Chef der örtlichen Kriminalpolizei. Die Familie siedelte Mitte der 1930er Jahre nach Europa über, der Vater verstarb später in London bei einem Verkehrsunfall. Godfrey besuchte das Belvedere College in Dublin und wollte anschließend Jura am Trinity College studieren, erhielt aber vom Erzbischof John Charles McQuaid keinen Dispens. Während des Zweiten Weltkriegs arbeitet er für die Royal Air Force und absolvierte auf Empfehlung der Schauspielerin Marie Kean anschließend eine Ausbildung an der Abbey School of Acting. Seine Lehrerin war Ria Mooney.

## Schauspiellaufbahn
Nach Engagements bei verschiedenen Bühnen gehörte Quigley 1954 zu den Mitbegründern des Globe Theatre in Dun Laoghaire, das für seine innovativen Inszenierungen bekannt wurde. Zu seinen damaligen Kollegen zählten Jack MacGowran und Norman Rodway, 1959 war er außerdem an der Seite von Richard Harris zu sehen. In dieser Zeit produzierte er mit The Kennedys of Castleross auch eine beliebte Radioseifenoper. Außerdem gehörte er zu den Gründern von World Theater Productions und war jahrelang am Abbey Theatre beschäftigt. Dort spielte er in den Premieren von Seán O’Caseys Das Freudenfeuer für den Bischof (1955) unter der Regie von Tyrone Guthrie und King of the Castle von Eugene McCabe (1964). 1962 war er außerdem am Comedy Theatre in London als Harry Payne in der Uraufführung von Doris Lessings Play with a Tiger zu sehen. Regisseur des Stückes war Ted Kotcheff. Weitere bekannte Stücke, in denen Quigley am Abbey Theatre auftrat, waren Eugene O’Neills Eines langen Tages Reise in die Nacht (1959) und Tom Murphys The Gigli Concert (1983). Für Letzteres wurde er 1984 mit dem Harvey’s Best Actor Award prämiert. In seiner Bühnenlaufbahn gab er außerdem Rollen in Werken von William Shakespeare, George Bernhard Shaw und Hugh Leonard.
Sein Filmdebüt feierte Quigley 1949 in einer nicht gelisteten Rolle in Leslie Arliss’ Saints and Sinners, sein nächstes Engagement folgte erst 1957 in The Rising of the Moon. 1961 porträtierte Quigley in einer Folge der Fernsehreihe About Religion Herodes Antipas. Bis Ende der 1960er Jahre konzentrierte er sich überwiegend auf TV-Serien, z. B. Mit Schirm, Charme und Melone (1961–1964), ITV Play of the Week (1961–1965), Simon Templar (1963–1967) und Big Breadwinner Hog (1969). Internationale Bekanntheit erlangte Quigley durch die Rolle des Gefängniskaplans in Uhrwerk Orange (1971). Stanley Kubrick engagierte ihn auch für seinen nächsten Film Barry Lyndon (1975). In der Fernsehfilmreihe Disraeli porträtierte er 1978 den irischen Politiker Daniel O’Connell. Im selben Jahr spielte Quigley in dem Kurzfilm Christmas Morning, der bei den Internationalen Filmfestspielen von Cannes gezeigt wurde. Neben seinem Wirken vor der Kamera war er auch als Synchronsprecher in dem Zeichentrickfilm Charlie – Alle Hunde kommen in den Himmel (1989) zu hören.

## Privates
Der dunkelhaarige Darsteller lebte jahrelang in der Ortschaft Rush. Er war seit 1954 mit der Autorin Genevieve Lyons (1930–2018) verheiratet, beide hatten eine Tochter namens Michelle. Das Paar trennte sich jedoch und Quigley lebte lange mit der Schauspielerin Liz Davis zusammen, die den gegen Ende seines Lebens an Alzheimer Erkrankten pflegte. Er starb 71-jährig und wurde neben seiner Mutter in Whitestown beigesetzt.

## Theaterarbeit (Auswahl)

### Darsteller
- Der Floh im Ohr (La puce à l'oreille) – von Georges Feydeau
- A Time of Wolves and Tigers – von Hugh Leonard
- Abdication – von Helen Tracy Lowe-Porter
- Affluence – von Wesley Burrowes
- All In Favour Said No! – von Bernard Farrell
- Don Juan – von Molière (bearbeitet von Bernard Farrell)
- Knocknagow – von Charles Josepth Kickham
- Petty Sessions – von Dion Boucicault
- Scenes from an Album – von William Trevor
- She Stoops to Conquer – von Oliver Goldsmith
- The Assassin – von John Boyd
- Das Freudenfeuer für den Bischof (The Bishop’s Bonfire) – von Seán O’Casey
- The Game – von Alun Owen
- The Gigli Concert – von Tom Murphy
- The Hidden Curriculum – von Graham Reid
- The Liberty Suit – von Peter Sheridan
- The Mountains Look Different – von Micheál Mac Liammóir
- The Mundy Scheme – von Brian Friel
- The Paragons – von Christine Longford
- The Reel McCoy – von Neil Donnelly
- The Seventh Step – von Padraic Fallon

### Regisseur
- A Little Winter Love – von Alun Owen
- Decision at Easter – von G.P. Gallivan
- Go Away, Billy Wind! – von Kevin Grattan
- King of the Castle – von Eugene McCabe
- The Game – von Alun Owen
- The Passion of Peter Ginty – nach Henrik Ibsens Peer Gynt (bearbeitet von Hugh Leonhard)

## Filmografie (Auswahl)
- 1960: Verbrecherzentrale Sidney Street (The Siege of Sidney Street)
- 1961/64: Mit Schirm, Charme und Melone (The Avengers) (Fernsehserie, drei Folgen)
- 1963/67: Simon Templar (The Saint) (Fernsehserie,  vier Folgen)
- 1964: Das Beste ist grad gut genug (Nothing But the Best)
- 1964: Ein toller Bobby, dieser Flic (Allez France!)
- 1966: Dr. Who – Die Invasion der Daleks auf der Erde 2150 n. Chr. (Dr. Who: Daleks Invasion Earth 2150 A.D.)
- 1968: Der Mann mit dem Koffer (Man in a Suitcase) (Fernsehserie, eine Folge)
- 1969: Das geheimnisvolle Treffen in Boyne Castle (Guns in the Heather)
- 1970: Die Abrechnung (The Reckoning)
- 1971: Jack rechnet ab (Get Carter)
- 1971: Uhrwerk Orange (A Clockwork Orange)
- 1975: Barry Lyndon
- 1977: Der Mann mit der eisernen Maske (The Man in the Iron Mask)
- 1983: Rita will es endlich wissen (Educating Rita)
- 1986: Die Wächter (Fernsehfilmreihe)
- 1989: Charlie – Alle Hunde kommen in den Himmel (All Dogs Go to Heaven) (Stimme)